# Мануель Анатоль
Мануель Анатоль (фр. Manuel Anatol; 8 травня 1903, Ірун — 15 травня 1990) — французький футболіст, що грав на позиції захисника, легкоатлет. Народився в Іспанії, де провів значну частину футбольної кар'єри, виступаючи за клуби «Реал Уніон», «Атлетік» (Більбао) та «Атлетіко». Пізніше грав також у французьких командах «Расінг» (Париж) і «Монпельє», а також національній збірній Франції.
Володар Кубка Іспанії.

## Клубна кар'єра
Народився у іспанському місті Ірун, що розташоване на кордоні з Францією. Від батька перейняв французьке громадянство.
З 1922 року виступав за футбольну команду клубу «Реал Уніон», граючи на позиції захисника. У складі команди ставав чемпіоном провінції Гіпускоа. Переможці регіональних чемпіонатів отримували можливість поборотись за перемогу у кубку Іспанії. У цьому змаганні «Реал Уніон» досяг успіху у 1924 році. У фіналі команда Мануеля Анатоля перемогла мадридський «Реал» з рахунком 1:0.
У 1926 році Анатоль переїхав до Більбао навчатися на інженера. Паралельно з навчанням грав у футбол у команді «Атлетік», у складі якого зіграв 11 офіційних матчів.
Протягом 1929—1932 років захищав кольори команди клубу «Расінг» (Париж). У 1930 році став фіналістом кубка Франції. У вирішальному матчі «Расінг» поступився клубу «Сет» з рахунком 1:3.
З 1932 року один сезон захищав кольори команди клубу «Атлетіко». Далі у 1933—1934 роках грав за команду «Монпельє». Завершив професійну ігрову кар'єру у клубі «Расінг» (Париж), у складі якого вже виступав раніше.
Помер 15 травня 1990 року на 88-му році життя.

## Виступи за збірну
1929 року дебютував в офіційних матчах у складі національної збірної Франції у товариському матчі проти збірної Португалії (2:0). Свій єдиний гол за збірну забив у 1930 році у товариській грі з командою Швейцарії (3:3) дальнім ударом з сорока метрів на 34-й хвилині. Протягом кар'єри у національній команді, яка тривала 6 років, провів у формі головної команди країни 16 матчів, забивши 1 гол.

## Легкоатлетична кар'єра
Мануель Анатоль був всебічно розвиненим спортсменом. Окрім футболу, регулярно виступав на легкоатлетичних змаганнях у спринтерських дисциплінах, захищаючи кольори спортивного клубу «Реал Уніон». У 1923 році на чемпіонаті Іспанії в Гечо виступав у складі збірної провінції Гіпускоа. Став переможцем змагань на дистанціях 100 м, 200 м, 400 м, а також в естафеті 4x400 м. Проте, офіційні титули чемпіона Іспанії отримали спортсмени, що посіли другі місця на дистанціях, бо Анатоль мав французьке громадянство.
Цілком можливо, що Мануель Анатоль представляв Іспанію на Олімпійських іграх 1924 року у Парижі. У бігу на 400 м за іспанську збірну виступав спортсмен з ініціалами М. А. Арістегі, що збігаються з повним ім'ям Анатоля — Мануель Анатоль Арістегі.

## Титули і досягнення
- Володар Кубка Іспанії (1):

«Реал Уніон»: 1924
- Чемпіон провінції Гіпускоа (2):

«Реал Уніон»: 1924, 1926
- Фіналіст кубка Франції (1):

«Расінг»: 1930